# Hallwilersee
Hallwilersee är en sjö i Schweiz. Den ligger i den centrala delen av landet, 70 km nordost om huvudstaden Bern. Hallwilersee ligger 445 meter över havet. Arean är 10,3 kvadratkilometer. Den sträcker sig 8,3 kilometer i nord-sydlig riktning, och 2,8 kilometer i öst-västlig riktning.
Följande samhällen ligger vid Hallwilersee:
- Seengen
- Meisterschwanden
- Boniswil
- Beinwil am See
- Birrwil
- Aesch
- Mosen

I omgivningarna runt Hallwilersee växer i huvudsak blandskog. Runt Hallwilersee är det ganska tätbefolkat, med 172 invånare per kvadratkilometer.